# María Elisa Álvarez Obaya
María Elisa Álvarez Obaya (Villaviciosa, 12 de enero de 1934 –  Las Palmas de Gran Canaria, 26 de febrero de 2010) fue una farmacéutica española conocida por destapar el Caso del metílico.

## Biografía
Álvarez Obaya nació en la localidad asturiana de Villaviciosa el 12 de enero de 1934. Estudió farmacia en la Facultad de Farmacia de la Universidad de Santiago de Compostela y en la Universidad de Barcelona donde se licenció en 1961.
Tras licenciarse, se trasladó a Haría, Lanzarote, donde regentó una farmacia. Desde enero de 1962 fue Inspectora Farmacéutica Municipal de Haría. Posteriormente, se convirtió en investigadora en los laboratorios de la Inspección Farmacéutica de Las Palmas de Gran Canaria.
Falleció en Las Palmas de Gran Canaria el 26 de febrero de 2010 a los 76 años de edad.

## Caso del metílico
Álvarez destapó en 1963 el fraude alimentario del metílico. Ante los síntomas presentados por algunos pacientes, sospechó desde el principio de esta sustancia, aunque debido a su juventud y a su condición de mujer, en un principio su teoría fue cuestionada. Realizó los análisis que confirmarían su diagnóstico en el laboratorio de su propia farmacia.
A pesar de la rápida actuación de Álvarez, se estima que fallecieron más de 50 personas y que decenas perdieron la visión por consumir bebidas adulteradas con alcohol metílico un compuesto químico tóxico utilizado como anticongelante, disolvente y combustible.
En 1998 se publicó el libro Mil muertos de un trago del periodista y escritor español Fernando Rodríguez Méndez que narra la historia del Caso del metílico.

## Reconocimientos
Como reconocimiento a su labor en el descubrimiento del caso del metílico, recibió homenajes del Colegio de Farmacéuticos de Las Palmas y el de Asturias. En 1965, durante la I Asamblea Nacional de Farmacéuticos con Oficina de Farmacia, celebrada en Lloret de Mar (Gerona), recibió la Encomienda con Placa de la Orden Civil de Sanidad por parte del Consejo General de Farmacéuticos. En 1965 la Real Academia de Farmacia le otorgó la Novena Medalla Carracido, en su categoría de Bronce.
En 2016 el Ayuntamiento de Haría descubrió una placa en honor de Álvarez en la localidad.

## Publicaciones
- Méndez, F., 1998, Mil muertos de un trago: el caso de las bebidas envenedadas con alcohol metílico, Ediciones Península. ISBN: 8483070963[9]
- Méndez, F., 2003, Metílico, 50 años envenenados: una historia real de dinero, veneno y muerte, Editorial Sotelo Blanco. ISBN: 9788478246298[10]